# Mlýneček (Mrákov)
Mlýneček je malá vesnice, část obce Mrákov v okrese Domažlice v Plzeňském kraji. Nachází se asi tři kilometry jižně od Mrákova. Je zde evidováno 15 adres. V roce 2011 zde trvale žilo 31 obyvatel.
Mlýneček leží v katastrálním území Klíčov u Mrákova o výměře 15,83 km².

## Historie
První písemná zmínka o vesnici pochází z roku 1789.

## Přírodní poměry
Jihozápadně od vesnice se na návrší Na Skalce nachází přírodní památka Mlýneček se syenitovým skalním výchozem.

## Obyvatelstvo
| Rok            | 1869 | 1880 | 1890 | 1900 | 1910 | 1921 | 1930 | 1950 | 1961 | 1970 | 1980 | 1991 | 2001 | 2011 | 2021 |
| -------------- | ---- | ---- | ---- | ---- | ---- | ---- | ---- | ---- | ---- | ---- | ---- | ---- | ---- | ---- | ---- |
| Počet obyvatel | 142  | 101  | 96   | 90   | 88   | 99   | 77   | 58   | 58   | 62   | 56   | 41   | 36   | 31   | 29   |
| Počet domů     | 19   | 21   | 15   | 16   | 16   | 16   | 17   | 19   | 19   | 13   | 13   | 12   | 14   | 14   | 14   |

## Obecní správa
Při sčítání lidu v letech 1850–1879 Mlýneček byl osadou obce Klíčov v okrese Domažlice. V následujícím období byla osada úředně zrušena. V letech 1900–1990 byla opět osadou obce Klíčov v okrese Domažlice. Od 24. listopadu 1990 je částí obce Mrákov v okrese Domažlice.

## Další fotografie

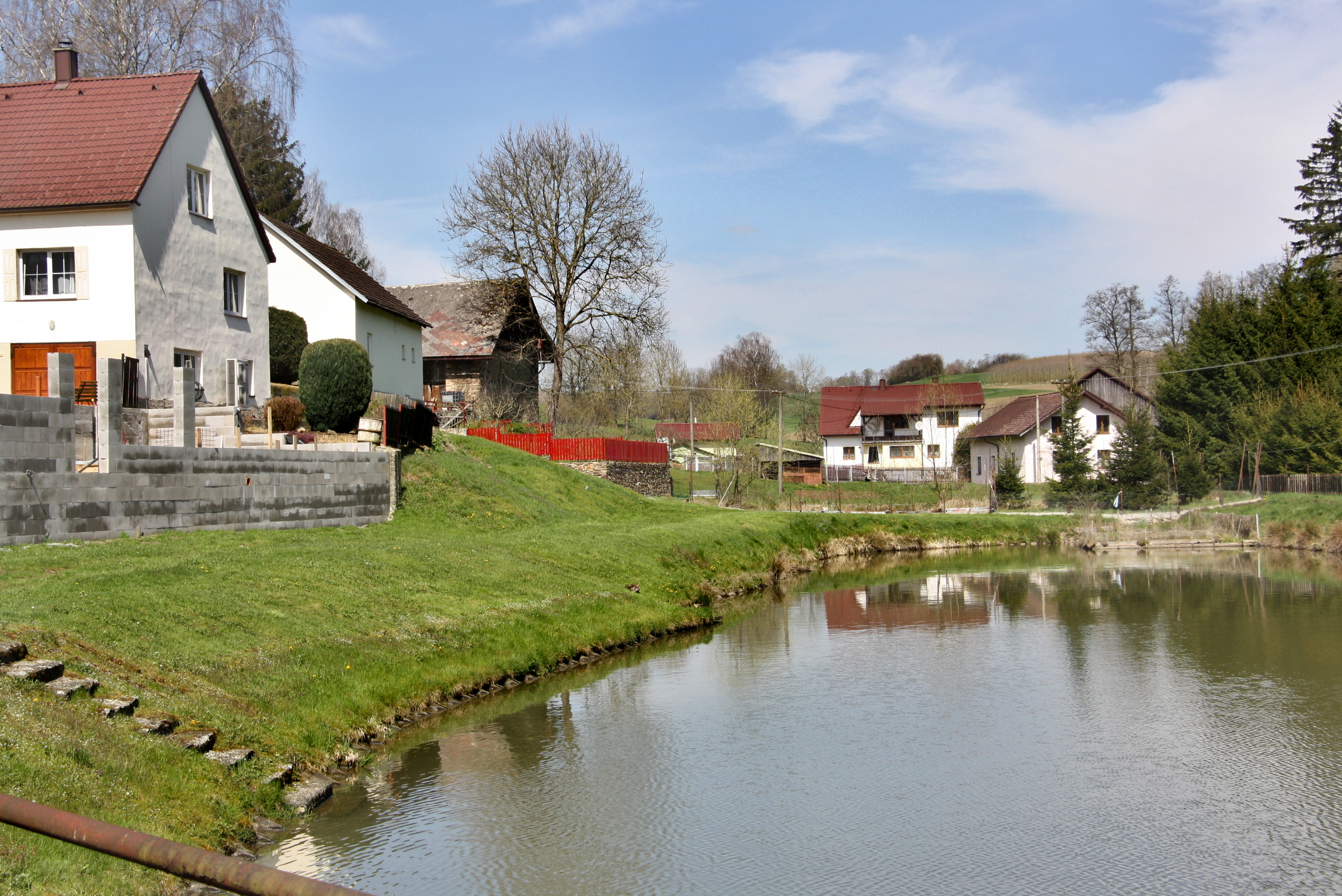
Domky u rybníka
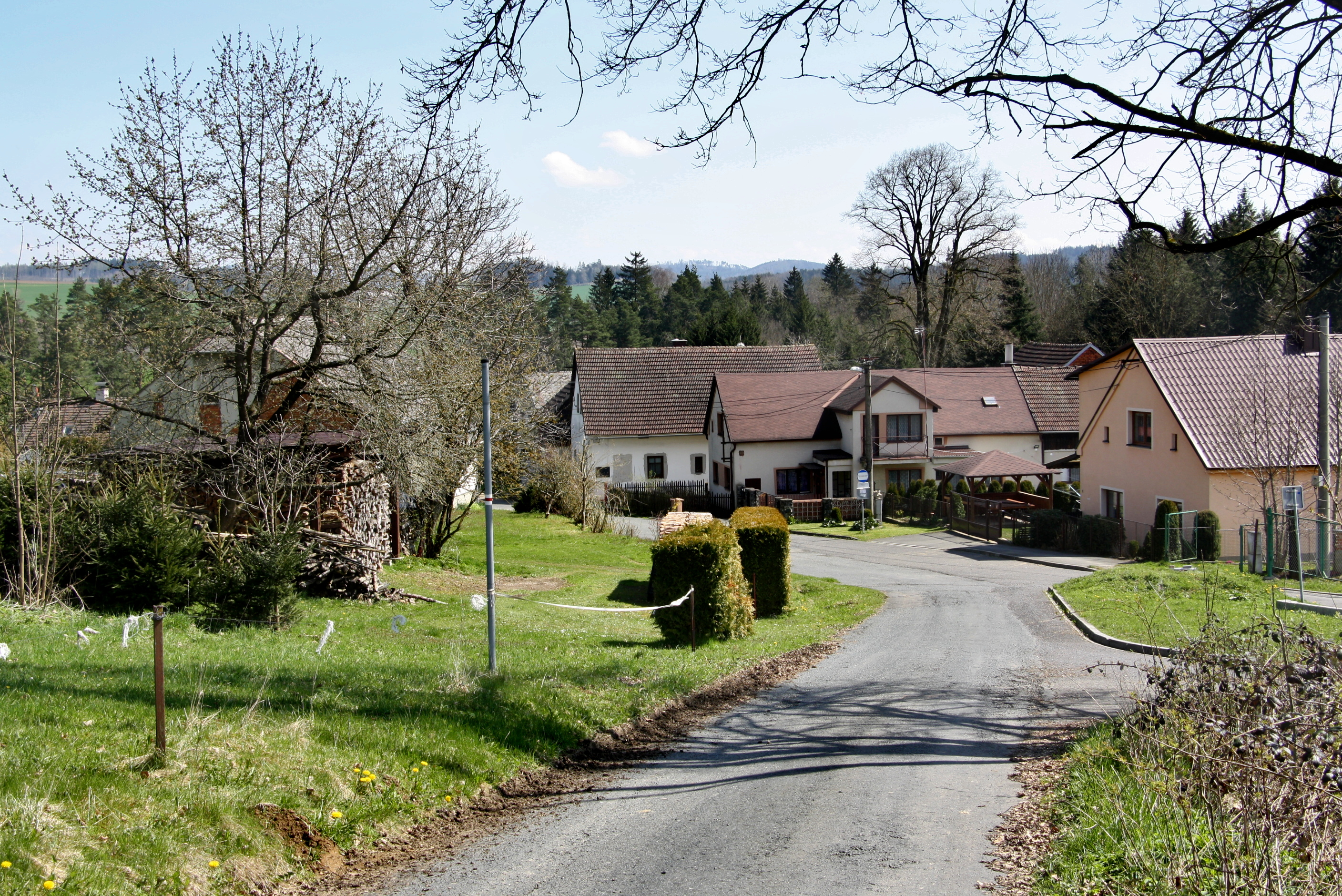
Východní část vsi
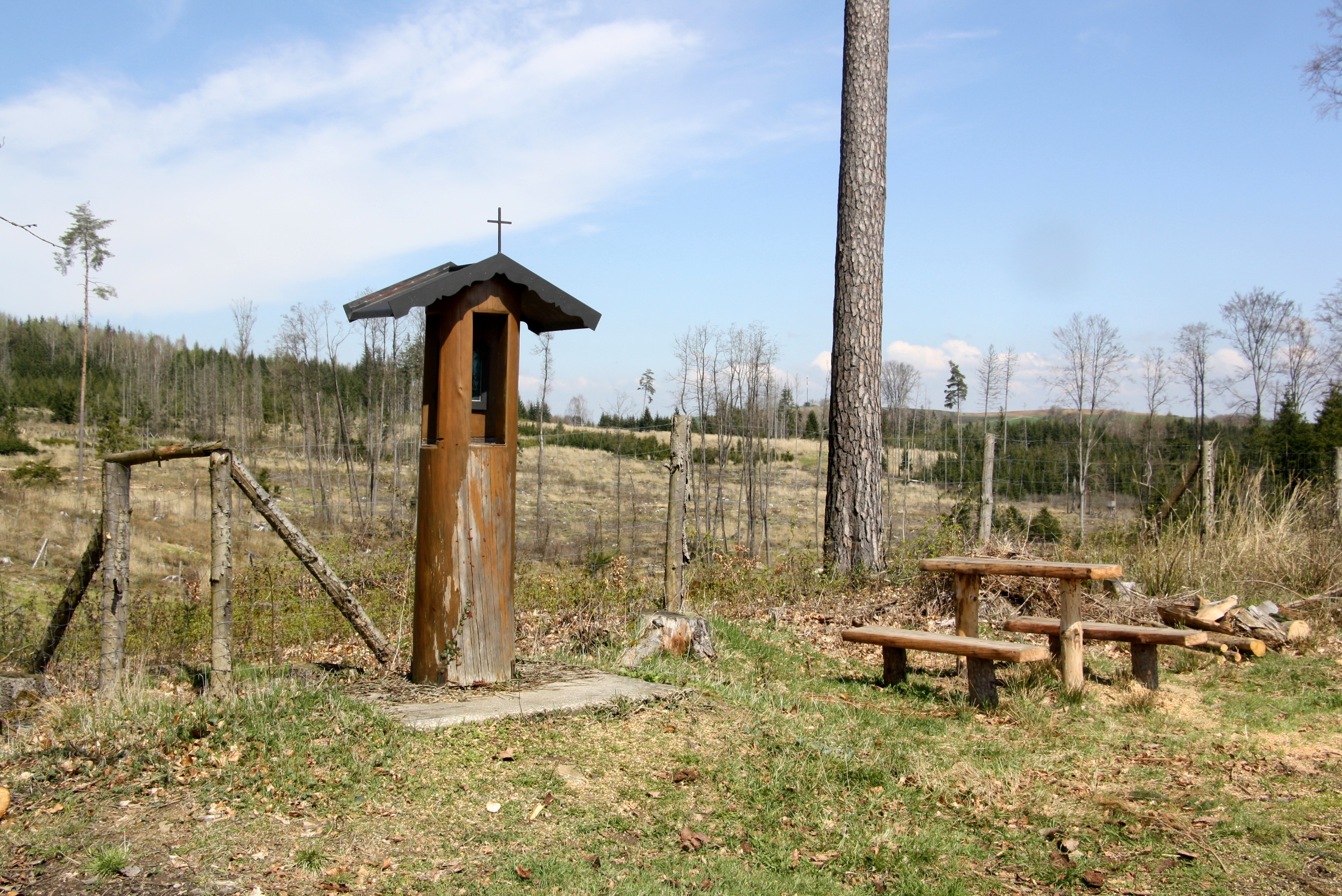
Kaplička v lese